# Принц Майкл Кентський
Принц Майкл Кентський (ім'я при народженні — Майкл Джордж Чарльз Франклін, англ. Michael George Charles Franklin, нар. 4 липня 1942 року) — член британської королівської сім'ї, внук короля Георга V, двоюрідний брат королеви Єлизавети ІІ, 52 у списку успадкування британського престолу на січень 2024 року.

## Дитинство
Принц Майкл народився під час Другої світової війни 4 липня 1942 року в Коппінсі, Айвер, Бекінгемшир. Третя дитина принца Джорджа, герцога Кентського, який був сином короля Георга V і королеви Марії та молодшим братом короля Георга VI. На момент народження Майкл був сьомим у черзі успадкування британського престолу. Його мати — принцеса Марина, дочка принца Миколи Грецького та Данського і великої княгині Олени Володимирівни.
Принца охрестили 4 серпня 1942 року в приватній каплиці Віндзорського замку. Його хрещеними батьками стали його дядько по лінії батька — король; королева Нідерландів Вільгельміна (довіреною особою якої був її зять принц Бернхард); король Норвегії Хокон VII (його двоюрідний дядько); президент США Франклін Делано Рузвельт; Фредеріка Ганноверська, принцеса Греції, дружина Павла Грецького; герцог Глостерський; вдова маркіза Мілфорд-Гейвен та леді Патриція Рамзі.
Через війну ЗМІ не вказували місце хрещення, а натомість говорили, що воно відбулося в «приватній каплиці Великої Британії».
Через сім тижнів після народження Майкла його батько загинув у авіакатастрофі поблизу Данбіта, Кейтнесс, Шотландія.
У п'ятирічному віці принц Майкл став пажем на весіллі своєї двоюрідної сестри  принцеси Єлизавети і лейтенанта Філіпа Маунтбеттена.

## Навчання та військова служба
Принц навчався в Sunningdale School та Ітонському коледжі.
У січні 1961 року Майкл вступив до офіцерської кадетської школи Монса, звідки його призвали до 11-го гусарського полку. Пізніше він служив у Королівських гусарських полках  після об'єднання 11-го гусарського полку та 10-го королівського гусарського полку у 1969 році. Майкл Кентський проходив службу в Німеччині, Гонконзі та на Кіпрі у складі миротворчих сил Організації Об'єднаних Націй у 1971 році. Звільнився з армії зі званням майора в 1981.
У 1994 році Майкл отримав звання почесного коммодора (пізніше почесного контр-адмірала, а потім віце-адмірала) Королівського військово-морського резерву, а в 2002 році він став почесним командором авіації RAF Benson (підвищений до почесного маршала авіації у 2012 році).
З 2009 по 2012 він був полковником почесної артилерійської роти, а 31 січня 2012 року став її королівським почесним полковником. Він також є головнокомандувачем Шотландського полку Ессекс і Кент у Канаді.

## Шлюб
30 червня 1978 року, в Австрії, принц Майкл одружився з німецькою дворянкою баронесою Марією-Крістіною фон Рейбніц. Після отримання дозволу від Папи Івана Павла II (попередній понтифік, Папа Павло VI, заборонив їм католицьке весілля), пара одержала благословення свого шлюбу на католицькій церемонії 29 червня 1983 року в Архієпископському домі в Лондоні.
На момент одруження фон Рейбніц була не лише римо-католичкою, а й розлученою жінкою. Згідно з умовами Акту від 1701, Майкл втратив своє місце в лінії успадкування британського престолу через весілля з католичкою. 26 березня 2015 року Майкл знову отримав право на успадкування престолу після набуття чинності Закону про успадкування корони від 2013 року.
Зараз принц Майкл Кентський знаходиться на 52-му місці у черзі на британский престол.
У шлюбі Майкла та його дружини Марії-Крістіни народилося двоє дітей, які від народження є спадкоємцями британського престолу, оскільки виховувалися як члени Церкви Англії: 
- Лорд Фредерік Віндзор, народився 6 квітня 1979 року в лікарні Святої Марії, Лондон; одружений із акторкою Софі Вінклмен. Здобув освіту в Ітонському коледжі та Коледжі Магдалини в Оксфорді. Має двох доньок — Мод та Ізабеллу.
- Леді Ґабріелла Кінґстон народилася 23 квітня 1981 року в лікарні Святої Марії, Лондон; була у шлюбі з Томасом Кінґстоном. Навчалася в Downe House, Університеті Брауна в США та Коледжі Лінакр, Оксфорд.

## Захоплення та погляди
Принц Майкл керує власним консалтинговим бізнесом по всьому світу.
Активний масон. Він Великий Магістр Великої Ложі Майстрів Масонів та Великий Магістр Провінційної Великої Ложі Міддлсексу.
4 березня 2022 року Майкл Кентський повернув Орден Дружби Російської Федерації через початок російського вторгнення в Україну у 2022 році.
Виступав за Велику Британію на Чемпіонаті світу з бобслею 1971 року, але розбився і не зміг завершити змагання. Був офіційним резервним учасником Зимових Олімпійських ігор 1972 року. Брав участь у ралі Кубку світу з Лондона до Мексики (1970) на Austin Maxi, але він і його екіпаж не змогли фінішувати.